# Missione senza nome - Red Scorpion 2
Missione senza nome - Red Scorpion 2 (Red Scorpion 2) è un film statunitense del 1994 diretto da Michael Kennedy. È il sequel del film Scorpione rosso del 1989.

## Trama
Un gruppo di soldati d'elite capitanata da Nick Stone viene affidata alla missione di infiltrarsi in un gruppo miliziano di destra che hanno lanciato una campagna sanguinaria.